# Ulica Pszczyńska w Katowicach
Ulica Pszczyńska w Katowicach – ulica w Katowicach, będąca jedną z najważniejszych miejskich arterii komunikacyjnych miasta, ciągnąca się przez obszar dwóch dzielnic: Giszowca oraz Osiedla Paderewskiego-Muchowca. Na całej swojej długości jest częścią drogi krajowej nr 86 prowadzącej do Tychów w kierunku południowym i do Podwarpia w kierunku północnym.
Ulica ta jest jedną z dróg w Katowicach stanowiącą uzupełnienie dróg o znaczeniu międzynarodowym, która zapewnia połączenia miasta zarówno z drogą ekspresową S1 w Tychach (w kierunku południowym; jej kontynuacją jest ulica Bielska) oraz Sosnowcem i portem lotniczym Katowice (w kierunku północnym; dalej jako ulica Murckowska). Trasa w przebiegu obecnej ulicy została wytyczona w 1863 roku, a od 21 listopada 1962 roku nosi ona obecną nazwę. W latach 2018–2022 trwała przebudowa węzła w ciągu ulic Pszczyńskiej i 73 Pułku Piechoty.

## Przebieg

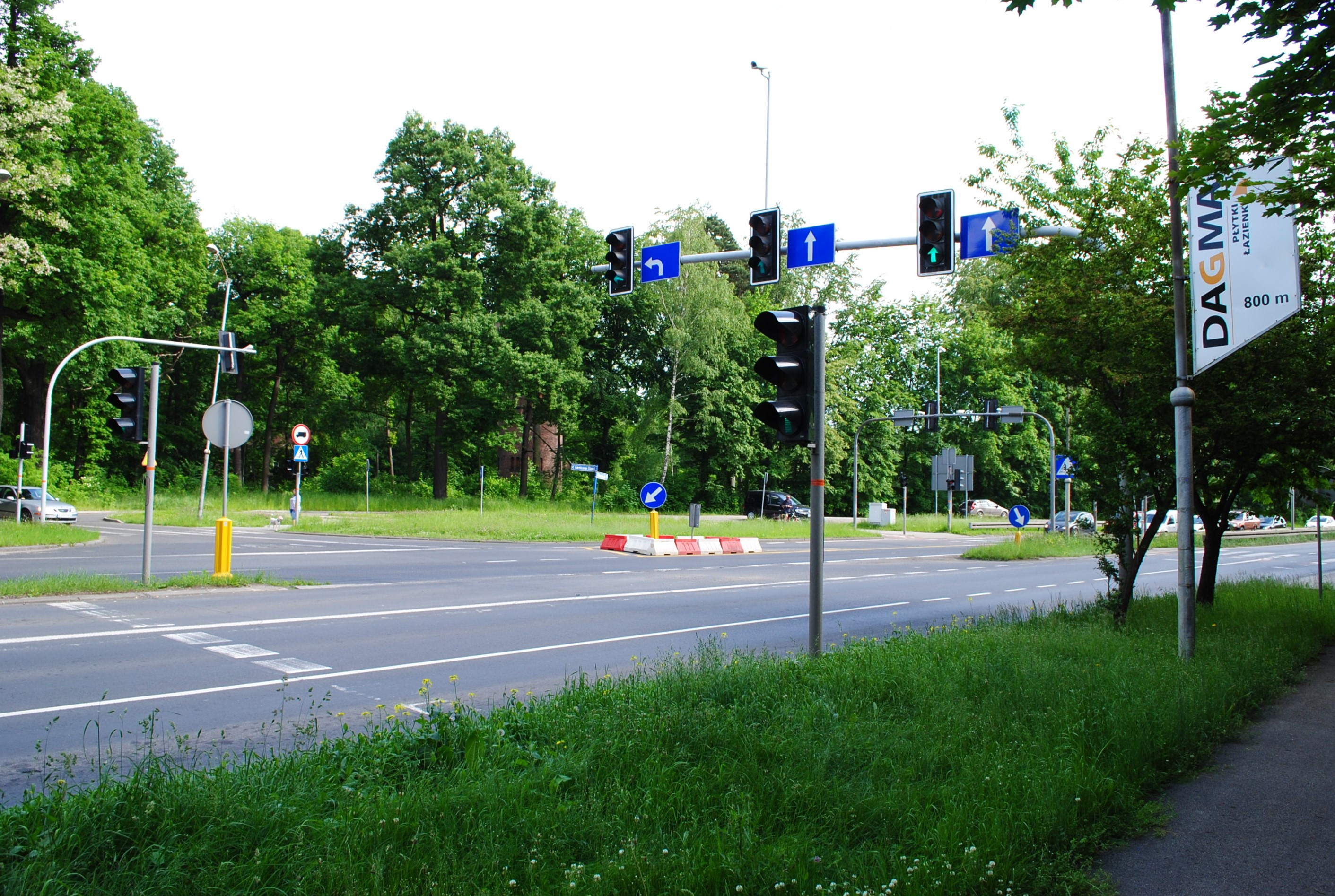
Skrzyżowanie ulicy Pszczyńskiej z ulicą Górniczego Stanu

Ulica Pszczyńska rozpoczyna swój bieg przy węźle Murckowska z autostradą A4 (aleja Górnośląska) i ulicą Murckowską, na wysokości szybu V kopalni „Staszic” w dzielnicy Osiedle Paderewskiego-Muchowiec. Biegnie ona dalej w kierunku południowym i po przekroczeniu czterech linii kolejowych: nr 401 (Południowa Magistrala Piaskowa; linia rozebrana), 657, 171 i bocznicy do szybu IV kopalni „Staszic” łączy się na węźle z ulicami: 73 Pułku Piechoty (droga krajowa nr 81), Karolinki i Kolistą. W dalszym ciągu mija zurbanizowaną część Giszowca po stronie wschodniej, natomiast po stronie zachodniej ośrodek rekreacyjny Barbara-Janina oraz dawną willę dyrektora kopalni „Giesche”. Na skrzyżowaniu z ulicą Górniczego Stanu znajduje się jednopoziomowe skrzyżowanie z sygnalizacją świetlną.
Po minięciu skrzyżowania droga zmienia kierunek na południowo-zachodni. Na wysokości granicy Giszowca i Murcek, przy rozwidleniu ulicy Bielskiej kończy swój bieg. W dalszym ciągu droga krajowa nr 86 kontynuuje swój bieg jako ulica Bielska.

## Opis

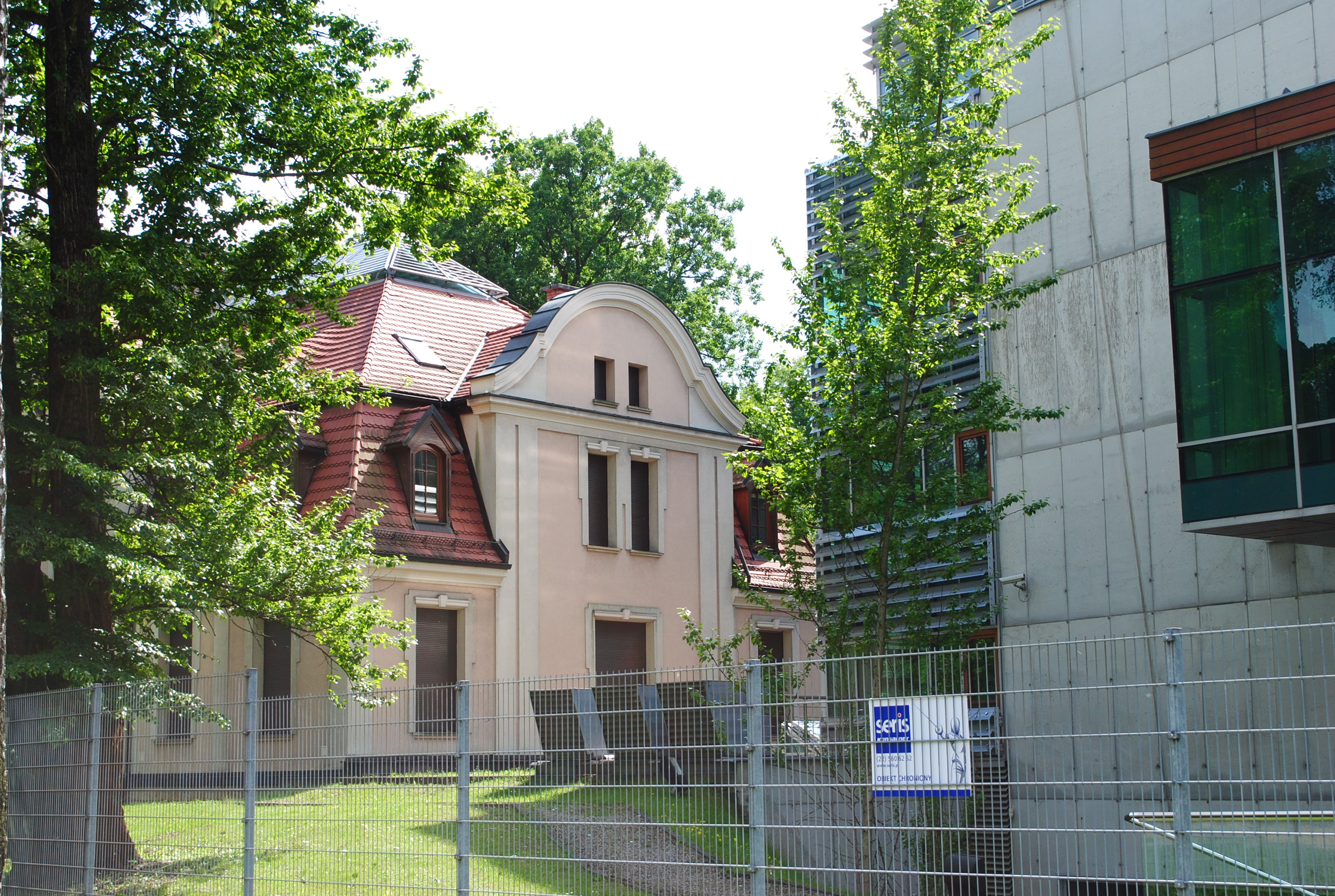
Willa dyrektora kopalni Giesche położony przy ulicy Pszczyńskiej 10

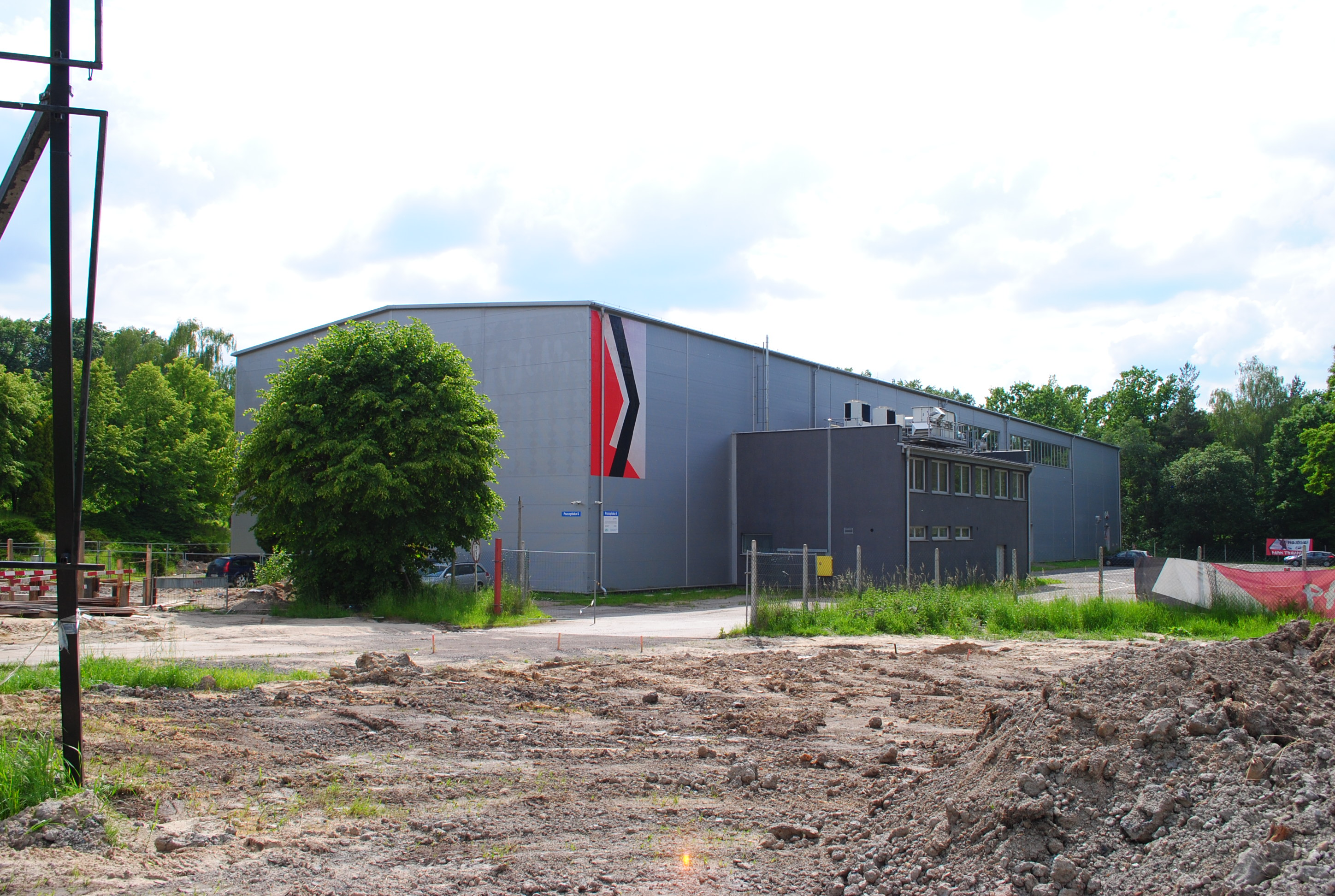
Dawna hala widowiskowo-sportowa kopalni Staszic

Ulica Pszczyńska przebiega przez teren dwóch katowickich dzielnic: Osiedle Paderewskiego-Muchowiec (północą część) i Giszowiec (południowy odcinek). Granica dzielnic biegnie wzdłuż torów kolejowych na wysokości ulicy 73 Pułku Piechoty. Na całym odcinku jest ona fragmentem drogi krajowej nr 86 z dwoma pasami ruchu w każdym kierunku, o klasie drogi głównej ruchu przyspieszonego. Jest ona w administracji Miejskiego Zarządu Ulic i Mostów w Katowicach. W systemie TERYT ulica widnieje pod numerem 18045. Kod pocztowy dla adresów wzdłuż ulicy to 40-478 (numery 11 do końca) i 40-479 (numery 1-10).
Przed modernizacją węzła z ulicą 73 Pułku Piechoty, przez ulicę Pszczyńską na wysokości Giszowca przemieszczało się średnio 58,5 tys. pojazdów na dobę. Ulica ta jest także jednym z głównych źródeł hałasu w Katowicach jako ważna arteria komunikacyjna miasta. W tym celu wzdłuż ulicy przy terenach mieszkaniowych Giszowca znajduje się ciąg ekranów akustycznych.
Ulicą kursują autobusy miejskiego transportu zbiorowego na zlecenie Zarządu Transportu Metropolitalnego. W ciągu ulicy zlokalizowane są trzy przystanki ze stanowiskami w obydwie strony: Kolonia Zuzanna [nż], Giszowiec Osiedle i Giszowiec Górniczego Stanu. Według stanu z połowy listopada 2020 roku, z tych przystanków odjeżdżają następujące linie: 1, 4, 14, 672, 672N, 673, 695. Linie te łączą bezpośrednio z większością dzielnic Katowic, a także z ościennymi miastami, w tym z Mikołowem, Mysłowicami, Siemianowicami Śląskimi i Tychami.
Wzdłuż drogi zlokalizowane są: Ośrodek Rekreacyjno-Wypoczynkowy Barbara-Janina, hala widowiskowa (ul. Pszczyńska 6) oraz przedsiębiorstwa handlowo-usługowe. Przy ulicy Pszczyńskiej, obok hali sportowej, znajduje się buk zwyczajny, który został uznany za pomnik przyrody (nr rejestru: 000589). Przy ulicy znajdują się następujące historyczne obiekty:
- willa dyrektora kopalni „Giesche”[16] – tzw. willa Uthemanna lub willa Brachta[17] (ul. Pszczyńska 10[18]); została wzniesiona w latach 1907–1910 według projektu Emila i Georga Zillmannów[19], w stylu modernizmu; obiekt wpisano do rejestru zabytków 29 marca 1996 roku[20] (nr rej.: A/660/2020[21])[22];
- wieża ciśnień w Giszowcu[23][24], wzniesiona w 1908 roku[19], w stylu historyzująca z elementami neomanieryzmu; obiekt wpisano do rejestru zabytków 29 października 1990 roku[20] (nr rej.: A/1417/90[25])[22].

Na wysokości w Giszowca, wzdłuż ulicy Pszczyńskiej biegną fragmenty trzech szlaków turystycznych:
- Szlak Dwudziestopięciolecia PTTK Giszowiec – Starganiec[26];
- Szlak Hołdunowski Giszowiec – Ławki – Jeleń[26];
- Szlak im. Mariana Kantora-Mirskiego Giszowiec – Mysłowice[26].

## Historia

### Do 2017 roku

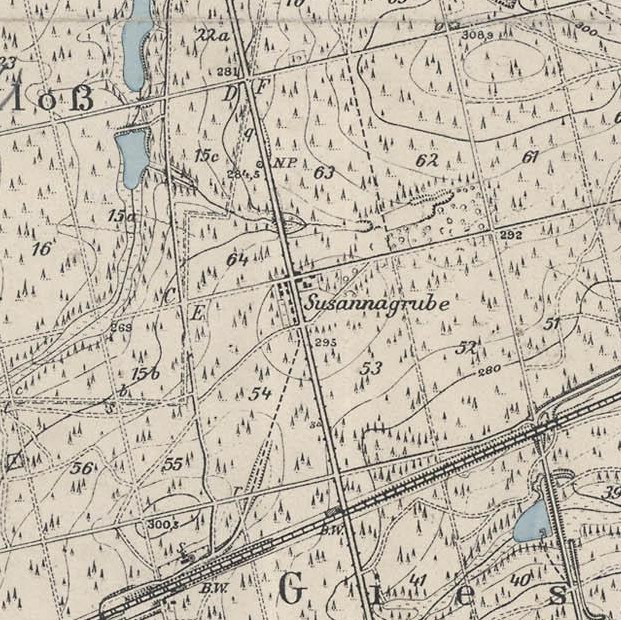
Fragment mapy z 1907 roku; pośrodku znajduje się nieistniejąca obecnie kolonia Zuzanna, a także trasa biegnąca w śladzie obecnej ulicy Murckowskiej i Pszczyńskiej

Trasa w ciągu obecnej ulicy Pszczyńskiej, łącząca Zawodzie z Murckami, została wytyczona w 1863 roku. Biegła ona wówczas dalej na południe, do Pszczyny. Przy tej drodze wówczas znajdowały się dwie nieistniejące obecnie kopalnie węgla kamiennego: „Susanna” i „Jacob”. Droga ta na wysokości obecnego Giszowca krzyżowała się ze starą drogą łączącą Mikołów z Mysłowicami. W latach 60. XIX wieku na terenie gminy Janów wybudowano kolonię robotniczą Zuzanna dla pracowników kopalni „Susanne”. Wszystkie obiekty dawnej kolonii wyburzono w drugiej połowie XX wieku w związku z modernizacją węzła i trasy FSM (obecnie węzeł Murckowska; ulice Pszczyńska i Murckowska).
W latach 1907–1910 przy obecnej ulicy Pszczyńskiej powstało osiedle patronackie Giszowiec z inicjatywy ówczesnego dyrektora generalnego spółki Georg von Giesches Erben – Antona Uthemanna, a architektami osiedla byli Georg i Emil Zillmannowie. Ulica Pszczyńska zamykała nowe osiedle od strony zachodniej. W północno-zachodnim rogu osiedla zlokalizowano komorę celną. W rejonie Giszowca ulica w okresie Rzeszy Niemieckiej (do 1922 roku) nazywała się Kattowitzer Chaussee. W latach międzywojennych trasę przemianowano na ulicę Katowicką.

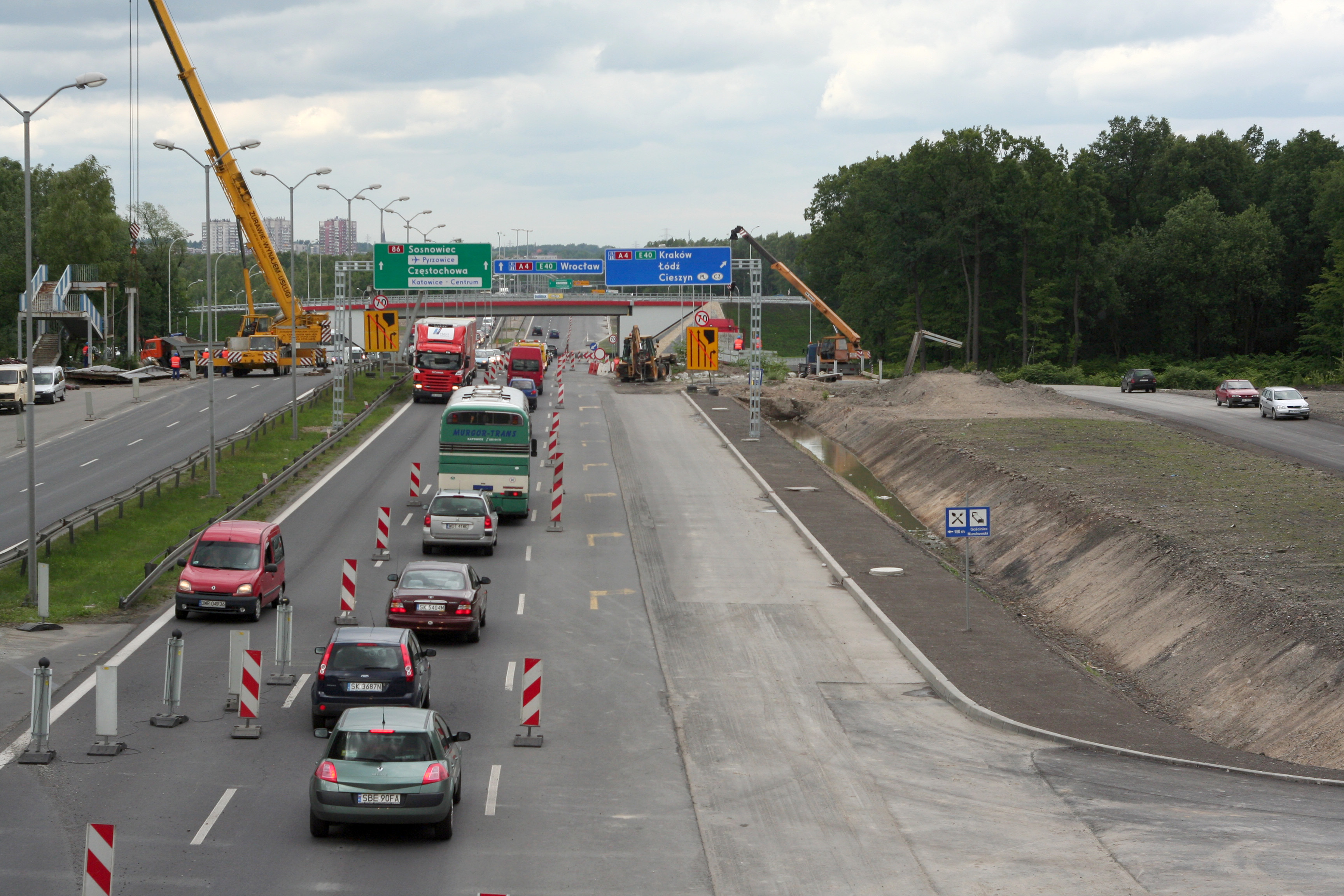
Modernizacja węzła Murckowska trwająca w latach 2008–2009

W latach niemieckiej okupacji Polski (lata 1939–1945) nosiła nazwę Kattowitzerstraße, natomiast w swej północnej części w czasie II wojny światowej nosiła nazwę Lettow Vorbeckstraße. W tym czasie w willi dyrektora kopalni Giesche zamieszkał Fritz Bracht – gauleiter i nadprezydent Górnego Śląska.
Po II wojnie światowej szosę przemianowano na ulicę Tyską, a 21 listopada 1962 roku na obecną nazwę. W latach 60. XX wieku, w związku z powstaniem w Giszowcu kopalni Staszic, zadecydowano o wyburzeniu unikatowego osiedla i postawieniu w jego miejscu nowego kompleksu złożonego z wielokondygnacyjnych bloków mieszkalnych. Na przełomie lat 60. i 70. XX wieku rozpoczęto wyburzanie osiedla Giszowiec. Wyburzeniu groziło całe osiedle, dlatego też rozpoczęto działania celem jego uratowania. Przetrwała jedynie jedna trzecia części zabytkowej zabudowy. Nie przetrwały natomiast zabudowania położone przy ulicy Pszczyńskiej prócz wilii i wieży wodnej.
Pomiędzy 1973 a 1980 rokiem powstał węzeł drogowy z ulicą Kolistą i 73 Pułku Piechoty. W latach 2008–2009 trwała przebudowa węzła Murckowska. Kontrakt na przebudowę wyniósł około 231 mln złotych. Węzeł został przystosowany do przejazdu 100 tys. pojazdów dziennie.

### Przebudowa węzła Giszowiec

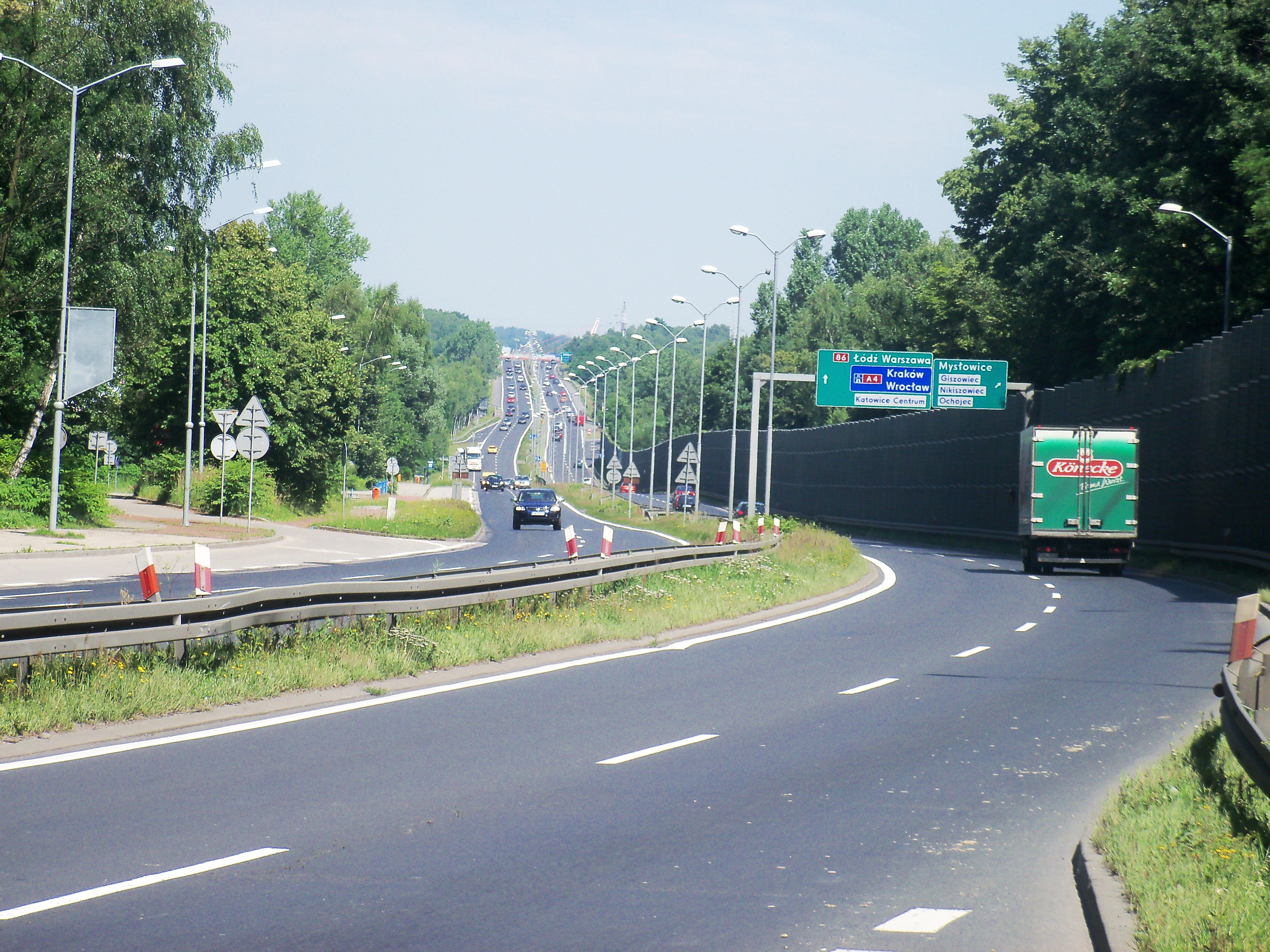
Ulica Pszczyńska w lipcu 2011 roku (przed modernizacją)

W 2017 roku przystąpiono do realizacji planów przebudowy węzła dróg krajowych nr 81 i 86 w Giszowcu wraz z przebudową skrzyżowania drogi krajowej nr 81 (ulica T. Kościuszki) z ulicą Armii Krajowej, mając na celu upłynnienie ruchu na „wąskich gardłach” na terenie Katowic. W ramach przebudowy planuje się również oddzielenie ruchu lokalnego od tranzytowego. Zadanie to jest największą inwestycją od czasu wybudowania tunelu pod rondem gen. J. Ziętka w 2006 roku.
W ramach modernizacji docelowo ma powstać 2,5 km nowych dróg w ulicy Pszczyńskiej 1,1 km w ciągu ulicy 73 Pułku Piechoty. Skrzyżowaniem tych dróg ma być węzeł drogowy typu trąbka, składający się z łukowych zjazdów i wjazdów oraz bezkolizyjnych skrzyżowań. Cały węzeł składać się ma z czterech głównych łącznic: w kierunku Tychów, Warszawy, Skoczowa i do ulicy Karolinki w kierunku Giszowca. Ulica Pszczyńska ma być docelowo drogą z dwoma pasami ruchu w dwóch kierunkach, a w rejonie węzła mają powstać dodatkowe pasy jezdni zbierająco-rozprowadzające. Mają też zostać przebudowane istniejące przejścia podziemne, a także powstanie nowa ścieżka rowerowa łącząca ulicę Mysłowicką z ulicą Górniczego Stanu. W ramach prac przebudowane mają być również obiekty inżynierskie, przejścia dla pieszych, przejazd kolejowy, przepust nad Boliną, ogrodzenia, ekrany akustyczne, kanały technologiczne, monitoring i pozostała infrastruktura podziemna.

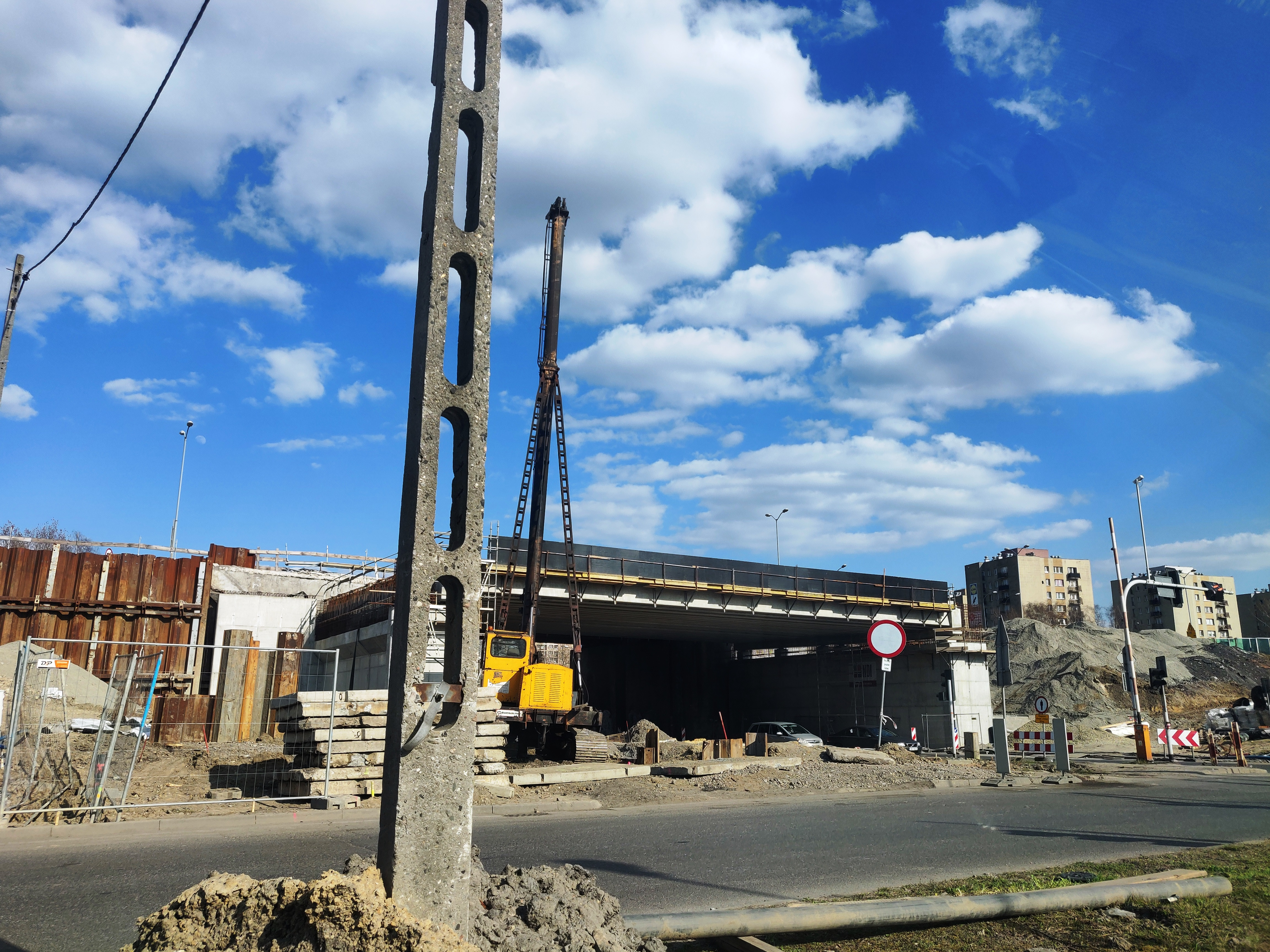
Budowa wiaduktu ul. Pszczyńskiej (jezdnia zachodnia) w 2020 roku

Postępowanie o udzieleniu zamówienia publicznego związanego z przebudową węzła drogowego opublikowano 8 czerwca 2017 roku. 18 sierpnia 2017 roku nastąpiło otwarcie ofert – na zadanie ubiegało się wówczas osiem przedsiębiorstw. Dnia 5 grudnia tego samego roku Urząd Miasta Katowice wybrał najkorzystniejszą ofertę na to zadanie, opiewające na kwocie około 233,1 mln złotych brutto przez konsorcjum będzińskich firm Banimex i AZI-Bud. Decyzja o wyborze wykonawcy została skutecznie zaskarżona do Krajowej Izby Odwoławczej przez jednego z pozostałych oferentów w postępowaniu, co doprowadziło do powtórnej procedury oceny i wyboru kontrahenta na to zadanie. Po powtórnej analizie zadanie powierzono polsko-hiszpańskiemu konsorcjum NDI i Balzola, oferujące wykonanie prac za kwotę 247,4 mln zł. Wybór nowego wykonawcy ogłoszono 23 lutego 2018 roku, natomiast umowę na to zadanie podpisano 30 kwietnia 2018 roku. Od podpisania umowy wykonawca będzie mieć 22 miesiące na wykonanie całości prac.
W czerwcu 2018 roku rozpoczęły się prace przygotowawcze przebudowy węzła drogowego, w tym rozpoczęto wycinkę łącznie 640 większych drzew, a także przebudowę sieci wodno-kanalizacyjnej oraz linii energetycznych. Zaplanowano wówczas również rozpoczęcie prac nad budową podpór pod trzy wiadukty. Tymczasowe zwężenie ulicy Pszczyńskiej wprowadzono 26 kwietnia 2019 roku od budowy tymczasowych przewiązek na wysokości ulicy Kolistej, a w połowie maja tegoż roku rozpoczęły się główne prace drogowe. Wówczas to, 27 maja 2019 roku wprowadzono znaczne zmiany w organizacji ruchu, zwężając przejazd na wysokości Giszowca do jednego pasa ruchu w obydwu kierunkach oraz zamykając zjazd z autostrady A4 w kierunku ulicy Pszczyńskiej. W związku z montażem belek nośnych na wiadukcie nad ulica Kolistą, od 24 lutego do 1 marca 2020 roku zamknięto przejazd przez tę drogę.

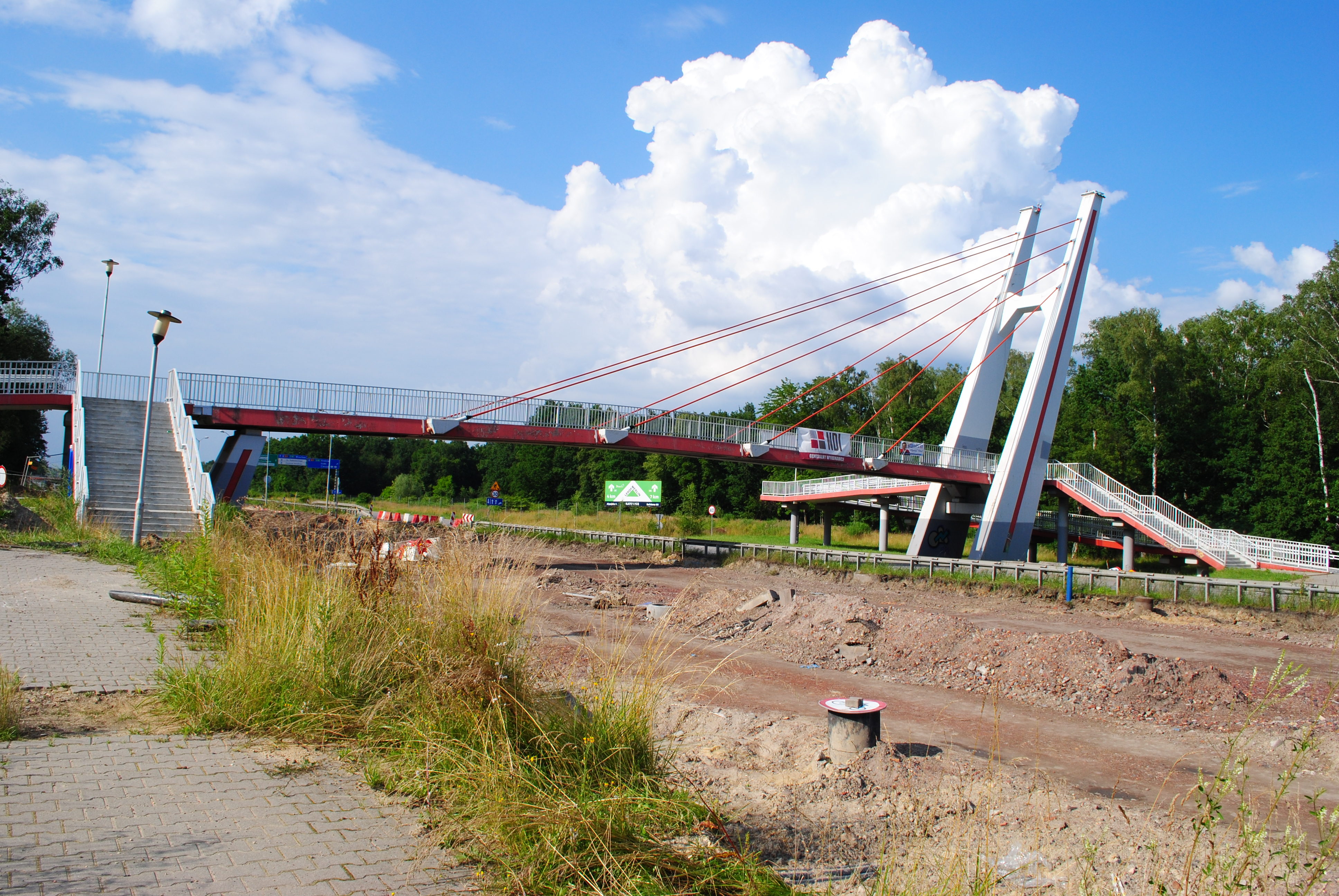
Kładka dla pieszych nad ulicą Pszczyńską w rejonie prowadzonych prac w lipcu 2020 roku

Dnia 27 czerwca 2020 roku doszło do zamknięcia wiaduktu na ulicy Pszczyńskiej w związku z osunięciem się ziemi po obfitych opadach deszczu, które nawiedziły Katowice dzień wcześniej. Policja zorganizowała objazdy, a także zwołano sztab kryzysowy. Dla ruchu tranzytowego objazd wyznaczono drogą ekspresową S1, a w ruchu lokalnym przez ulice: Szopienicką, Górniczego Dorobku i Gospodarczą. ZTM wprowadził zmiany w rozkładach jazdy autobusów. Pierwotne założenia prognozowały czas zamknięcia trasy na trzy miesiące. W połowie lipca 2020 roku zdecydowano o wariancie rozwiązania problemu zamkniętego przejazdu przez ulicę Pszczyńską – zadecydowano wówczas, że do końca września tegoż roku ma powstać docelowa zachodnia jezdnia, gdzie ma być puszczony ruch w obu kierunkach. Nowy fragment liczy 900 metrów i powstał na nasypie, w którym prostopadle wybudowano przejazd, który będzie docelowo ścieżką rowerową i ciągiem pieszym. Jeszcze w lipcu rozpoczęły się prace wyburzeniowe uszkodzonego wiaduktu, a celem jak najszybszego otwarcia przejazdu wprowadzono system trzyzmianowy. Ruch wzdłuż ulicy Pszczyńskiej został przywrócony o dziesięć dni wcześniej niż w harmonogramie, bo już 19 września 2020 roku. W tym samym miesiącu został oddany do użytku również ruch na nowej jezdni ulicy 73 Pułku Piechoty.
31 marca 2021 roku na części przebudowywanej jezdni wprowadzono nową organizację ruchu – został on przeniesiony na nowy odcinek – z jezdni wschodniej na zachodnią, lecz dalej po jednym pasie w obydwu kierunkach. 7 lipca 2022 roku przejezdny stał się ostatni odcinek przebudowywanego węzła w Giszowcu. Wówczas to oddano do użytku fragment jezdni w rejonie ulicy Kolistej.